# Pozezdrze (przystanek kolejowy)
Pozezdrze – zlikwidowany w 1945 roku przystanek osobowy a dawniej stacja kolejowa w Pozezdrzu na linii kolejowej Węgorzewo – Kruklanki, w powiecie węgorzewskim, w województwie warmińsko-mazurskim, w Polsce.